# Chomynci (obwód sumski)
Chomynci (ukr. Хоминці) – wieś na Ukrainie, w obwodzie sumskim, w rejonie romeńskim, w hromadzie Andrijasziwka. W 2001 liczyła 531 mieszkańców, spośród których 521 wskazało jako ojczysty język ukraiński, 9 rosyjski, a 1 białoruski.